# Columbimorphae
Columbimorphae је птичји кладус чије је постојање потврђено након анализе генома, а који укључује редове Columbiformes (голубови), Pterocliformes (саџе), и Mesitornithiformes (моније). Према неким старим систематикама овај кладус се састојао од истих редова од којих се састоји и данас, мада се унутрашња структура разликовала. Према некима саџе и голубови су међусобно сроднији (традиционално виђење) док су према другим моније и саџе међусобно сродније.
|                 | Columbiformes (голубови)                                                              |
|                 |                                                                                       |
| Pteroclimesites | \| \| Pterocliformes (саџе) \| \| \| \| \| \| Mesitornithiformes (моније) \| \| \| \| |
|                 | \| \| Pterocliformes (саџе) \| \| \| \| \| \| Mesitornithiformes (моније) \| \| \| \| |
|                 | Pterocliformes (саџе)                                                                 |
|                 |                                                                                       |
|                 | Mesitornithiformes (моније)                                                           |
|                 |                                                                                       |

|  | Pterocliformes (саџе)       |
|  |                             |
|  | Mesitornithiformes (моније) |
|  |                             |